# Alophosternum albofaciale
Alophosternum albofaciale är en stekelart som beskrevs av Dmitriy R. Kasparyan 1981. Alophosternum albofaciale ingår i släktet Alophosternum och familjen brokparasitsteklar. Inga underarter finns listade i Catalogue of Life.